# اوآی‌وی
اوآی‌وی (انگلیسی: Odašiljači i veze) شرکت دولتی مخابرات کروات است، که در سال ۱۹۲۴ تأسیس شد.